# سمرقند (رواية)
سمرقند (بالفرنسية: Samarcande)‏ هي رواية تاريخية للكاتب الفرنسي ـ اللبناني أمين معلوف، نشرت عام 1988. وقد حازت الرواية  على جائزة Prix Maison de la Presse.
تدور أحداث النصف الأول من الرواية في بلاد فارس (إيران اليوم) وآسيا الوسطى في القرن الـ11، وتدور حول عالم العالم والفيلسوف والشاعر عمر الخيام. وتروي قصة وضع رباعيات الخيام عبر تاريخ الدولة السلجوقية والتفاعلات مع الشخصيات التاريخية كالوزير نظام الملك وحسن الصباح زعيم الحشاشين وعلاقة الحب مع شاعرة من بلاط سمرقند. أما الجزء الثاني فيوثّق جهود روائي أمريكي يدعى بينجامين ليسيج للحصول على النسخة الأصلية من الرباعيات، ويشهد التاريخ الفارسي من خلال الثورة الدستورية الفارسية التي وقعت في الفترة 1905-1907، ليفقد بعد ذلك المخطوط في غرق آر إم إس تيتانيك.
ترجم الرواية إلى العربيّة عفيف دمشقيّة وقد صدرت في بيروت عن دار الفرابي في عدّة طبعات آخرها في العام 2023. 

## النقد
كتب أحمد راشد مراجعة للكتاب نشرت في صحيفة ذي إندبندنت،  جاء فيها : «لقد كتب معلوف كتابًا غير تقليدي، واصفًا حياة وأزمان أناس لم يُكتبْ عنهم  في الروايات من قبل ومن  المرجح أن لن يُكتب عنهم بعد ذلك . هذا الكتاب  أكثر من رواية تاريخية؛ إنّه  كنسج سجادة شرقية  ذهاباً وإياباً عبر القرون، رابطاً بين  الشعر والفلسفة  والتصوّف والحداثة»